# Роговиковы
Роговиковы — русский купеческий род, наиболее богатая ветвь которого (ныне угасшая), в лице придворного барона Николая Семёновича Роговикова, была возведена 14 июля 1800 г. в баронское Российской Империи достоинство.

## Персоналии
- Семён Фёдорович († осень 1767) — московский, а затем санкт-петербургский купец, при императрице Елизавете носил звание обер-директора и в 1759 году просил императрицу об отдаче ему на откуп Сибирских таможен; 24.05.1762 года при учреждении Государственного Банка с двумя Конторами — в Санкт-Петербурге и Москве — обер-директор Роговиков был назначен директором в Санкт-Петербургскую Контору Банка и 18.11.1766 года получил чин надворного советника, причём ему и Ф. Угримову были сданы на откуп Московские и Петербургские питейные откупа; в 1763 году он купил у ярославских купцов Ивана Васильевича и племянника его Алексея Леонтьевича Полушкиных серные и купоросные заводы в Унженском уезде, близ Макарьева монастыря; ранее приобрёл он в Петербурге позументную фабрику, заведенную саксонцами Миллером и Рихтером и находившуюся в Литейной части, близ Пустого рынка; фабрика эта перешла потом к его наследникам и уничтожена была в 1807 году. Жена: Анна Яковлевна
  - Прасковья Семёновна (07.05.1756 — 28.08.1794; погребена на Смоленском кладбище). Муж: тайный советник Семён Семёнович Жегулин (†1823)
  - Пётр Семёнович (11.05.1757 — 01.12.1797; погребён на Смоленском кладбище) — санкт-петербургский купец и фабрикант
  - Николай Семёнович (†27.01.1809)- в 1779 году носил звание директора и содержал позументную фабрику отца, а также занимался финансовыми операциями; в 1780 году он с братом был членом Санкт-Петербургского Губернского Магистрата, а 20.10.1798 года, будучи Санкт-Петербургским гражданином, он определён был, именным указом императора Павла I, в придворные банкиры, «на равном основании, как определены пред сим во оное ж звание негоцианты Велио и Раль», и банкирской конторе велено состоять под фирмой «Велио, Раль и Роговиков»; указом императора Павла I от 14.07.1800 года, во изъявление монаршего благоволения к службе и усердию придворных банкиров Иосифа Петровича Велио, Александра-Франца Раля и Н. С. Роговикова, они были пожалованы, «с рождёнными и впредь рождаемыми детьми и потомками, в баронское Российской Империи достоинство». В 1803 и 1804 годах барон Роговиков носил звание придворного банкира, был кавалером ордена св. Иоанна Иерусалимского и состоял почётным членом Совета Санкт-Петербургского Коммерческого Училища. Под конец жизни дела его расстроились, и его опекунами состояли сенаторы Иван Семёнович Захаров и Александр Семёнович Макаров
    - У барона H.С. Роговикова была лишь одна дочь Евдокия, родившаяся в Петербурге 13.07.1792 года от его сожительства с Екатериной Алексеевной Сивцовой (задушена своими крепостными 05.05.1810 года), с которой он обвенчался в Петербурге 07.02.1808 года; Евдокия вышла замуж за штабс-капитана лейб-гвардии Измайловского полка Родиона Михайловича Быкова.
- Екатерина Ивановна Роговикова (1746—1796), племянница[2] Семёна Фёдоровича; в первом браке за поручиком А. А. Хлоповым (адъютант графа З. Г. Чернышёва); с 1774 г. жена драматурга Д. И. Фонвизина.

## Герб барона Роговикова
Герб барона Роговикова Высочайше утверждён 22.10.1800 года и внесён в 9-й том Общего Гербовника (лист 7).
- Щит разделённый горизонтально на двое, имеет золотую вершину, в которой виден вылетающий чёрный двуглавый орёл коронованный, с изображением на груди его части ордена Св. Иоанна Иерусалимского. В нижней пространной половине означены: в правом серебряном поле чёрный олений рог, а в левом голубом поле серебряный якорь, обвитый красным канатом. Щит покрыт Баронской короной и на оной поставлен шлем, увенчанный таковой же короной с выходящим единорогом. Намёт на щите серебряный, подложенный голубым.